# Jürgen Howaldt
Jürgen Howaldt (* 1960 in Duisburg) ist deutscher Soziologe, Universitätsprofessor und Direktor der Sozialforschungsstelle Dortmund an der Technischen Universität Dortmund.

## Akademische Laufbahn
Von 1982 bis 1989 studierte Jürgen Howaldt zunächst an der Universität Bielefeld (Soziologie) und dann in Duisburg (Sozialwissenschaften). Nach dem erfolgreichen Abschluss des Diplomstudiengang Sozialwissenschaften an der Gerhard-Mercator-Universität Duisburg promovierte Jürgen Howaldt 1996 zum Dr. rer. pol. am Fachbereich Sozial- und Wirtschaftswissenschaften der Technischen Universität Dortmund. 2003 erfolgte die Habilitation am Fachbereich Human- und Gesundheitswissenschaften der Universität Bremen. In seiner Habilitationsschrift beschäftigte sich Howaldt mit neuen Formen sozialwissenschaftlicher Wissensproduktion.

## Beruflicher Werdegang
Nach seinem Studium begann Jürgen Howaldt 1990 seine wissenschaftliche Laufbahn am Landesinstitut Sozialforschungsstelle Dortmund. Hier wurde er 1993 zunächst zum Koordinator des Forschungsbereiches “Organisationsentwicklung, -beratung und industrielle Beziehungen” ernannt und 2002 zum Geschäftsführenden Direktor bestellt. Von 2003 bis 2005 war er Privatdozent am Fachbereich Human- und Gesundheitswissenschaften der Universität Bremen. 2005 wurde er zum Honorarprofessor an der Wirtschafts- und Sozialwissenschaftlichen Fakultät der Technischen Universität Dortmund ernannt. Nach der 2007 erfolgten Integration der Sozialforschungsstelle Dortmund als zentrale wissenschaftliche Einrichtung in die TU Dortmund wurde Jürgen Howaldt 2009 zum Universitätsprofessor im Fachgebiet „Arbeits- und Organisationssoziologie“ an der Sozialforschungsstelle der TU Dortmund berufen. Seit 2020 ist er Professor im Fachgebiet „Soziale Innovation und Arbeit“ an der neu eingerichteten Fakultät Sozialwissenschaften.

## Wissenschaftliche Aktivitäten und Forschungsschwerpunkte
Als Soziologe beschäftigt sich Jürgen Howaldt in seinen international ausgerichteten Forschungstätigkeiten mit der Bedeutung von sozialen Innovationen für die Gesellschaft sowie mit sozio-technischen Wandlungsprozessen in unterschiedlichen gesellschaftlichen Feldern. Von 2014 bis 2017 war er wissenschaftlicher Koordinator des internationalen Forschungsprojektes SI-DRIVE. Seit 2017 ist er der Vorsitzende der European School of Social Innovation und vertritt seit 2019 die TU Dortmund im EU-SPRI-Forum. Seit 2017 ist er Mitglied der Expertengruppe „Kooperation und Transfer“ der Hochschulrektorenkonferenz und war von 2019 bis 2023 Mitglied des Expertenbeirats des Projekts „WISIH – Wege und Indikatoren Sozialer Innovationen aus Hochschulen“. 2022 war er Mitglied der Jury des BMBF Programms „Gesellschaft der Ideen“ und war auf der Auftaktveranstaltung mit dem einleitenden Impulsvortrag vertreten. Jürgen Howaldt ist Mitherausgeber des „Atlas of Social Innovation“, der „Research Agenda for Social Innovation“ sowie der „Encyclopedia of Social Innovation“. Darüber hinaus ist er Mitglied im Vorstand der Gesellschaft zur Förderung des Strukturwandels in der Arbeitsgesellschaft. Gemeinsam mit Dietrich Grönemeyer war er bis 2012 Vorsitzender des Wissenschaftsforums Ruhr.

## Ausgewählte Veröffentlichungen

### Monographien
- mit Ralf Kopp & Michael Schwarz: Zur Theorie sozialer Innovationen. Tardes vernachlässigter Beitrag zur Entwicklung einer soziologischen Innovationstheorie, Beltz Juventa, Weinheim und Basel, 2014, ISBN 978-3-7799-5140-7
- mit Michael Schwarz: „Soziale Innovation“ im Fokus. Skizze eines gesellschaftstheoretisch inspirierten Forschungskonzepts, transcript Verlag, Bielefeld, 2010, ISBN 978-3-8376-1535-7
- Neue Formen sozialwissenschaftlicher Wissensproduktion in der Wissensgesellschaft. Forschung und Beratung in betrieblichen und regionalen Innovationsprozessen, LIT-Verlag, Münster, 2004, ISBN 3-8258-7744-2
- Industriesoziologie und Organisationsberatung. Einführung von Gruppenarbeit in der Automobil- und Chemieindustrie: Zwei Beispiele (Dissertation), Campus, Frankfurt/New York, 1996, ISBN 3-593-35621-X

### Herausgegebene Sammelbände & Special Issues
- mit Christoph Kaletka: Encyclopedia of Social Innovation. Edward Elgar Publishing 2023. ISBN 978-1-80037-334-1
- mit Christoph Kaletka & Antonius Schröder: A Research Agenda for Social Innovation. Edward Elgar Publishing 2021. ISBN 978-1-78990-934-0.
- mit Christoph Kaletka, Antonius Schröder & Marthe Zirngiebl: Atlas of Social Innovation. 2nd Volume: A World of New Practices. Oekom Verlag 2019. ISBN 978-3-96238-157-8. (PDF)
- mit Christoph Kaletka, Antonius Schröder & Marthe Zirngiebl: Atlas of Social Innovation - New Practices for a Better Future. Sozialforschungsstelle, Dortmund 2018. (PDF)
- mit Peter R.A. Oeji: Special Issue: Workplace Innovation – Social Innovation: Shaping Work Organisation and Working Life. In: World Review of Entrepreneurship, Management and Sustainable Development, Vol. 12, No. 1, 2016.
- Hans Werner Franz, Josef Hochgerner, Jürgen Howaldt: Challenge Social Innovation. Potentials for Business, Social Entrepreneurship, Welfare and Civil Society. Springer,     Heidelberg/New York/Dordrecht/London 2012, ISBN 3-642-32879-2
- Becker, Thomas; Dammer, Ingo; Howaldt, Jürgen; Loose, Achim: Netzwerkmanagement. Mit Kooperation zum Unternehmenserfolg, Springer, Berlin/Heidelberg/New York, 2011, 3. überarbeitete und erweiterte Auflage, ISBN 978-3-642-19332-3
- mit Heike Jacobsen: Soziale Innovation. Auf dem Weg zu einem postindustriellen Innovationsparadigma, VS-Verlag, Wiesbaden, 2010, ISBN 978-3-531-16824-1
- mit Ralf Kopp: Sozialwissenschaftliche Organisationsberatung. Auf der Suche nach einem spezifischen Beratungsverständnis, edition sigma, Berlin, 1998, ISBN 978-3-89404-448-0

### Artikel
- Domanski, Dmitri; Howaldt, Jürgen; Christoph Kaletka: A Comprehensive Concept of Innovation and its Implications for the Local Context – on the Growing Importance of Social Innovation Ecosystems and Infrastructures. In: European Planning Studies 2020, 28 (3), Special Issue "Struggling with Innovations", 454 – 474, doi:10.1080/09654313.2019.1639397
- mit Michael Schwarz: Soziale Innovation. In: Blättel-Mink, Birgit; Schulz-Schaeffer, Ingo; Windeler, Arnold (Hrsg.): Handbuch Innovationsforschung; Wiesbaden: Springer VS, 2018, 1–17
- New Pathways to Social Change – Creating Impact through Social Innovation Research. In: fteval Journal for Research and Technology Policy Evaluation, Proceedings of the Conference” Impact of Social Sciences and Humanities for a European Research Agenda. Vienna, 2019, 37 – 48, (PDF)
- mit Michael Schwarz: Social Innovation and Human Development—How the Capabilities Approach and Social Innovation Theory Mutually Support Each Other. In: Journal of Human Development and Capabilities. Published online: 09 January 2017. 163–180, doi:10.1080/19452829.2016.1251401

- Dmitri Domanski, Jürgen Howaldt, Antonius Schröder: Social Innovation in Latin America. In: Journal of Human Development and Capabilities, Vol 17, No. 2, 2017, 307–312. doi:10.1080/19452829.2017.1299698
- mit Michael Schwarz: Social Innovation: Concepts, Research Fields and International Trends. In: Klaus Henning, Frank Hees (eds.): Studies for Innovation in a Modern Working Environment - International Monitoring, Volume 5. IMA/ZLW & IfU, Aachen 2010 (PDF)
- mit Ralf Kopp & Michael Schwarz: Innovationen (forschend) gestalten – Zur neuen Rolle der Sozialwissenschaften. In: WSI-Mitteilungen, Heft 2/2008, 1 – 8, (PDF)
- Die plurale Arbeitswelt der Zukunft als Herausforderung für die sozialwissenschaftliche Arbeitswissenschaft. In: Arbeit, Zeitschrift für Arbeitsforschung, Arbeitsgestaltung und Arbeitspolitik, Heft 4/2003, 321 – 336, doi:10.1515/arbeit-2003-0406
- mit Ralf Kopp: lean production = mean production? Lean production und Arbeitsbedingungen in der Automobilindustrie. In: Arbeit, Zeitschrift für Arbeitsforschung, Arbeitsgestaltung und Arbeitspolitik, Heft 3/1992, 233–245

### Vorträge
- Social Innovation – Research and Policy of the Future Results from the SI-DRIVE Project, Tagung “Creating Economic Space for Social Innovation” am 26. Januar 2018 an der Saïd Business School in Oxford, (Video)
- Rolle der Hochschulen bei der Entwicklung sozialer Innovationen, Jahrestagung 2017 des Hochschulnetzwerk Bildung durch Verantwortung e.V. am 10.–11. Mai in Berlin (Video)
- Das Potenzial Sozialer Innovation entfalten, Kongress "Innovationen für die Gesellschaft – Neue Wege und Methoden zur Entfaltung des Potenzials sozialer Innovationen" am 20. September 2016 im Umweltforum in Berlin, (Video)